# 유엔 인권상
유엔 인권상 또는 국제 연합 인권상(United Nations Prize in the Field of Human Rights)은 1966년, 유엔 총회 결의 2217호에 의해 제정된 인권상이다. 1968년 처음 수상자를 선정했고, 그 후 매 5년마다 인권상을 수상하고 있다. 시상식은 세계 인권 선언일인 12월 10일에 열린다.

## 역대 수상자
† 표시는 사후 수상자이다
| 년도   | 수상자                                                   | 수상에 대한 내용 |
| ------ | -------------------------------------------------------- | --- |
| 1968년 | 마뉴엘 비안치(Manuel Bianchi)                            | 인권 미주위원회 위원장 |
| 1968년 | 르네 카생(René Cassi)                                    | 인권위원회 회원 |
| 1968년 | 앨버트 루툴리(Chief Albert Luthuli) †                    | 아프리카 민족회의 의장 |
| 1968년 | Mehranguiz Manoutchehrian                                | 변호사 / 법률 고문 및 상원 의원 |
| 1968년 | 페트르(Petr Emelyanovich Nedbailo)                       | 인권위원회 회원 |
| 1968년 | 엘리너 루즈벨트†                                         | 유엔 인권 위원회 위원장 |
| 1973년 | 타하 후세인(Taha Hussein)†                               | 문학교수 |
| 1973년 | C. 윌프레드 젠(C. Wilfred Jenks)†                        | 국제노동기구 사무총장 |
| 1973년 | 마리아 라발 얼 비나(Maria Lavalle Urbina)                | 변호사, 교수 |
| 1973년 | 비숍 아벨 무조레나(Bishop Abel Muzorewa)                 | 아프리카 민족회의 의장, 연합 감리 교회의 주교 |
| 1973년 | Sir Seewoosagur Ramgoolam                                | 모리셔스의 총리 |
| 1973년 | 우 딴(U Thant)                                           | 국제연합 사무총장(Myanmar) |
| 1978년 | 리쿠 아트 알리 칸(en:Begum Ra'Ana Liaquat Ali Khan)      | |
| 1978년 | 아가 칸(en:Prince Sadruddin Aga Khan)                    | |
| 1978년 | 마틴 루터 킹(Reverend Dr. Martin Luther King)†           | |
| 1978년 | 헬렌 수 즈먼(en:Helen Suzman)                            | |
| 1978년 | 국제적십자위원회                                         | |
| 1978년 | 국제앰네스티(국제사면위원회)                             | 국제인권단체 |
| 1978년 | 드 라 솔리(Vicaria de la Solidaridad)                    | |
| 1978년 | 튀니지여성동맹(en:Union nationale des femmes de Tunisie) | |
| 1988년 | 바바(en:Baba Amte)                                       | 변호사 |
| 1988년 | 존 험프리(en:John Peters Humphrey)                       | 유엔 인권국장 |
| 1988년 | 로패카(Prof. Adam Lopatka)                               | 폴란드 대법관 |
| 1988년 | 레오니다스(Bishop Leonidas Proaño)                       | 가톨릭 주교 |
| 1988년 | 넬슨 만델라                                              | |
| 1988년 | 위니 만델라                                              | |
| 1993년 | 하십 벤 아마르(Mr. Hassib Ben Ammar )                    | President of the Arab Institute for Human Rights |
| 1993년 | 에리카 아이린에(Dr. Erica-Irene Daes)                    | |
| 1993년 | 제임스 그랜트                                            | 유니세프 |
| 1993년 | 국제법률가협회                                           | |
| 1993년 | 사라예보의 중앙 병원의 의료진                            | |
| 1993년 | 소니아 피카소 소텔라(Dr. Sonia Picado Sotela)            | |
| 1993년 | 가네 남자 싱(Ganesh Man Singh)                           | 네팔 의회 지도자 |
| 1993년 | 수단여성연합                                             | |
| 1993년 | 줄리오 투미리(Father Julio Tumiri Javier)                | |
| 1998년 | 수닐라 아베예세케라(Sunila Abeyesekera)                  | 스리랑카의 여권신장과 인권-민주화 운동을 주도 |
| 1998년 | 안젤리나 아켕 아티암(ngelina Acheng Atyam)               | 우간다 반군에 납치된 어린이들의 석방운동에 힘써온 간호사 |
| 1998년 | 지미 카터                                                | 인권수호를 위해 헌신 |
| 1998년 | 호세 그레고리(Jose Gregori)                              | 지난 40여년간 브라질 인권보호에 앞장서온 브라질 인권 사무국 수반 |
| 1998년 | 안나 사바토나(Anna Sabatova)                             | '77 헌장' 창립회원으로 체코의 민주화운동에 참여 |
| 1998년 | 전세계 모든 인권운동가                                   | |
| 2003년 | Enriqueta 에스텔라 반스 드 Carlotto                      | |
| 2003년 | 덩 푸팡(鄧樸方)                                          | 1988년 중국 장애인협회를 설립, 장애인 인권 향상에 매진해왔다. 68년 문화혁명 당시 홍위병들에 의해 창문 밖으로 내던져져 장애인이 됐다."덩푸팡의 솔선수범과 지지 덕분에 중국 장애인들의 사회적 지위와 삶의 질이 의미있는 발전을 이뤘다"라고 줄리 헌트 유엔총회 의장이 밝혔다. |
| 2003년 | 가족 보호 프로젝트 관리 팀                               | |
| 2003년 | 슐라 미스 코닉                                           | |
| 2003년 | 마노 강                                                  | 서아프리카 여성 평화 네트워크(시에라 리온, 라이베리아, 기니에서 여성 단체의 네트워크)와 장애인 보호에 앞장 선 중국 변호사 |
| 2003년 | 세르지오 비에이라 드 멜로†                               | 2003년 8월 19일 바그다드에서 일어난 유엔 본부 폭탄 테러로 숨진 전 이라크 특사에 대해 분쟁지역 평화정착과 인도적 지원에 헌신 |
| 2008년 | 루이스 아버                                              | 전 유엔고등판무관 |
| 2008년 | 베나 지르 부토                                           | 파키스탄 전 총리 암살 된 야당의 지도자 |
| 2008년 | 램지 클라크                                              | former Attorney General |
| 2008년 | 캐롤린 고메스                                            | |
| 2008년 | 데니스 Mukwege                                           | Panzi의 일반 위탁 병원의 공동 설립자 |
| 2008년 | 도로시 스탕                                              | |
| 2013년 | 비람·Dah                                                 | 노예 제도에 대한 운동가 |
| 2013년 | Hiljmnijeta Apuk                                         | 불균형 제한 성장을 가진 사람의 권리를위한 인권 운동가이자 운동가 |
| 2013년 | 리사 Kauppinen                                           | |
| 2013년 | 카 디야 Ryadi                                            | |
| 2013년 | 멕시코 대법원                                            | |
| 2013년 | 말랄라 유사프자이                                        | 파키스탄의 학생운동가 |